# Podejrzane sekrety
Podejrzane sekrety (jap. ノ・ゾ・キ・ア・ナ Nozoki ana) – manga autorstwa Wakō Honny, publikowana na łamach magazynu „Moba Man” wydawnictwa Shōgakukan od stycznia 2009 do lutego 2013. Na jej podstawie powstała OVA oraz film live action, którego premiera odbyła się w czerwcu 2014.
W latach 2011–2015 ukazywał się spin-off serii zatytułowany Nozo × Kimi.

## Fabuła
Historia opowiada o Tatsuhiko Kido, który przeprowadza się do Tokio, aby uczęszczać do szkoły artystycznej. W swoim nowym pokoju odkrywa dziurę w ścianie, która umożliwia mu potajemne podglądanie swojej ładnej sąsiadki. Ta jednak posiada bardzo kompromitujące zdjęcie Tatsuhiko, dlatego też wymusza na nim układ, w wyniku którego oboje mogą się wzajemnie podglądać. Na domiar złego, sąsiadka okazuje się chodzić do tej samej klasy co on.

## Manga
Seria ukazywała się od 23 stycznia 2009 do 1 lutego 2013 w magazynie „Moba Man”. Została opublikowana w 13 tankōbonach, wydanych między 30 listopada 2009 a 28 lutego 2013 nakładem wydawnictwa Shōgakukan.
W Polsce prawa do dystrybucji mangi zakupiło Studio JG.
| Nr | Język japoński       | Język japoński         | Język polski         | Język polski           |
| Nr | Data wydania         | ISBN                   | Data wydania         | ISBN                   |
| -- | -------------------- | ---------------------- | -------------------- | ---------------------- |
| 1  | 30 listopada 2009    | ISBN 978-4-09-182726-5 | 4 maja 2020          | ISBN 978-83-8001-563-0 |
| 2  | 26 grudnia 2009      | ISBN 978-4-09-182859-0 | 30 lipca 2020        | ISBN 978-83-8001-602-6 |
| 3  | 30 marca 2010        | ISBN 978-4-09-182877-4 | 22 października 2020 | ISBN 978-83-8001-621-7 |
| 4  | 28 kwietnia 2010     | ISBN 978-4-09-183223-8 | 29 grudnia 2020      | ISBN 978-83-8001-658-3 |
| 5  | 30 lipca 2010        | ISBN 978-4-09-183449-2 | 20 marca 2021        | ISBN 978-83-8001-710-8 |
| 6  | 29 października 2010 | ISBN 978-4-09-183605-2 | 29 lipca 2021        | ISBN 978-83-8001-775-7 |
| 7  | 30 marca 2011        | ISBN 978-4-09-183769-1 | 13 grudnia 2021      | ISBN 978-83-8001-830-3 |
| 8  | 30 czerwca 2011      | ISBN 978-4-09-183875-9 | 17 marca 2022        | ISBN 978-83-8001-889-1 |
| 9  | 30 września 2011     | ISBN 978-4-09-184098-1 | 14 czerwca 2022      | ISBN 978-83-8001-953-9 |
| 10 | 30 stycznia 2012     | ISBN 978-4-09-184340-1 | 25 sierpnia 2022     | ISBN 978-83-8001-996-6 |
| 11 | 30 maja 2012         | ISBN 978-4-09-184539-9 | 25 listopada 2022    | ISBN 978-83-8257-051-9 |
| 12 | 28 września 2012     | ISBN 978-4-09-184713-3 | 24 lutego 2023       | ISBN 978-83-8257-095-3 |
| 13 | 28 lutego 2013       | ISBN 978-4-09-184836-9 | 16 maja 2023         | ISBN 978-83-8257-164-6 |

## OVA
We wrześniu 2012 zapowiedziano powstanie adaptacji w formie anime. Była to OVA, która została wydana na nośniki DVD 28 lutego 2013, wraz z limitowaną edycją ostatniego tomu mangi. Wydanie na Blu-ray, zawierające kilka dodatkowych scen, ukazało się 24 maja tego samego roku.

## Film live action
Na podstawie mangi powstał film live action w reżyserii Ataru Uedy i Kensuke Tsukudy, który został wydany w Japonii 28 czerwca 2014.

### Obsada
Opracowano na podstawie źródła.
- Atsumi – Tatsuhiko Kido
- Chocolat Ikeda – Emiru Ikuno
- Beni Itō – Yuri Kotobiki
- Rin Ogawa –  Shōko Honnami
- Riri Kuribayashi – Nanami Nomiya
- Ayumi Niijima – Makiko Terakado
- Ayumi Kimino – Tamako Naruse
- Sū Suzuki – Yoneyama
- Takuma Zaiki – Makoto Horii
- Hiroki Setoguchi – Mitsu Takahata